# Okola
Okola är en ort i Kamerun.   Den ligger i regionen Centrumregionen, i den sydvästra delen av landet, 22 km nordväst om huvudstaden Yaoundé. Okola ligger 652 meter över havet och antalet invånare är 5 390.
Terrängen runt Okola är platt åt nordväst, men åt sydost är den kuperad. Trakten runt Okola är ganska tätbefolkad, med 67 invånare per kvadratkilometer. Det finns inga andra samhällen i närheten. I omgivningarna runt Okola växer i huvudsak städsegrön lövskog.